# 고참 볼셰비키
고참 볼셰비키(러시아어: ста́рый большеви́к 스타리 볼셰비키[*])는 1917년 러시아 혁명 이전부터 볼셰비키 정파의 일원이었던 사람들을 가리키는 비공식적 명칭이다. 이들 고참 볼셰비키들 중 대다수는 1936년에서 1938년 사이 대숙청 때 수상스러운 정황 하에 NKVD에 의해 재판을 받고 처형되었다.
1922년 당시 고참 볼셰비키는 44,148 명이었다. 러시아 공산당 제13차 대회 당시 발간된 통계에 따르면 1924년 당시 공산당원 600,000 여명 중 1905년 이전에 입당한 이는 0.6%였고 1906년에서 1916년 사이에 입당한 이는 2%, 1917년에 입당한 이는 9% 이하였다.
최초로 사망한 거물급 고참 볼셰비키는 야코프 스베르들로프(1919년 몰)이고, 최후의 생존자는 라자리 카가노비치(1991년 몰)였다.

## 주요 고참 볼셰비키 목록
- 미하일 보로딘
- 니콜라이 부하린
- 펠릭스 제르진스키
- 일리야 예렌부르크
- 미하일 칼리닌
- 레프 카메네프
- 세르게이 키로프
- 알렉산드라 콜론타이
- 스타니슬라프 코시오르
- 나데즈다 크룹스카야
- 블라디미르 레닌
- 블라디미르 마야콥스키
- 아나스타스 미코얀
- 뱌체슬라프 몰로토프
- 세르고 오르조니키제
- 파벨 포스티셰프
- 게오르기 퍄타코프
- 카를 라데크
- 알렉세이 리코프
- 티모페이 사프로노프
- 표도르 세르게예프
- 이오시프 스탈린
- 엘레나 스타소바
- 세메노 테르베트로샨
- 레프 트로츠키 (1917년 7월 입당)
- 클리멘트 보로실로프
- 겐리흐 야고다
- 니콜라이 오스트롭스키
- 야코프 유롭스키
- 예브게니 자먀틴
- 안드레이 즈다노프
- 그리고리 지노비에프
- 뱌체슬라프 멘진스키
- 알렉산드르 먀스니캰

## 같이 보기
- 모스크바 재판